# Parc national de Kamuku
Le parc national de Kamuku (anglais : Kamuku National Park) est un parc national situé dans l'État de Kaduna au Nigeria. Le parc national de Kainji est créé en 1999.